# Ростислав Рюрикович
Ростисла́в Рю́рикович (в крещении Михаил) (7 апреля 1172 — после 1218) — князь Торческий (1195—1205), великий князь Киевский (1204—1205), князь Вышгородский (1205 — после 1218), князь Галицкий (1210). Сын Рюрика Ростиславича от 2-го брака (с дочерью туровского князя Юрия Ярославича Анной).

## Биография
О рождении у князя Рюрика Ростиславича сына Ростислава (Михаила), произошедшем во время пребывания «на Лучине» на пути из Новгорода в Смоленск, сообщается в Ипатьевской летописи, в сюжете под 1173 годом. В 1172 году «...дасть ему отець его Лучин город в нем же родися». В Лаврентьевской летописи под 1189 году Ростислав упоминался как владелец Белгорода, в Ипатьевской летописи под 1190 годом — как держатель Торческа.  В том же году отмечается его победа над половцами, которые, не приняв боя, ушли восвояси. В 1193 году он уже одержал над ними победу. В 1195 году его тесть — великий князь владимирский Всеволод Большое Гнездо — придаёт ему к Белгороду Богуслав, Треполь и Корсунь, отнятые у Романа Мстиславича волынского. В Густынской летописи под 1198 годом сообщается, что Ростислав владел и Вышгородом. 
После пострижения в 1203 году его отца Романом Галицким последний посадил Ростислава с братом Владимиром в тюрьму, но Всеволод Большое Гнездо потребовал освобождения зятя. Роман выпустил их и посадил Ростислава на великокняжеский стол в Киеве. После гибели Романа в Польше в 1205 году Рюрик сел в Киеве, а «Ростислав Рюрикович выгна Ярослава Владимерича из Вышгорода и седе в нём» (Воскресенская летопись).
В Никоновской летописи под 1210 годом записано: «Князь Ростислав седе в Галиче, сын Рюриков, внук Ростиславль, а князя Романа Игоревича выгнаша месяца сентября в 4 день. Тое же осени выгнаша из Галича князя Ростислава Рюриковича...».

## Семья и дети
Был женат (30 июня 1188) на дочери Всеволода Большое Гнездо Верхуславе; причем невесте в момент заключения брака было 8 лет.
- Дочь: Измарагда-Евфросиния (род.1198).

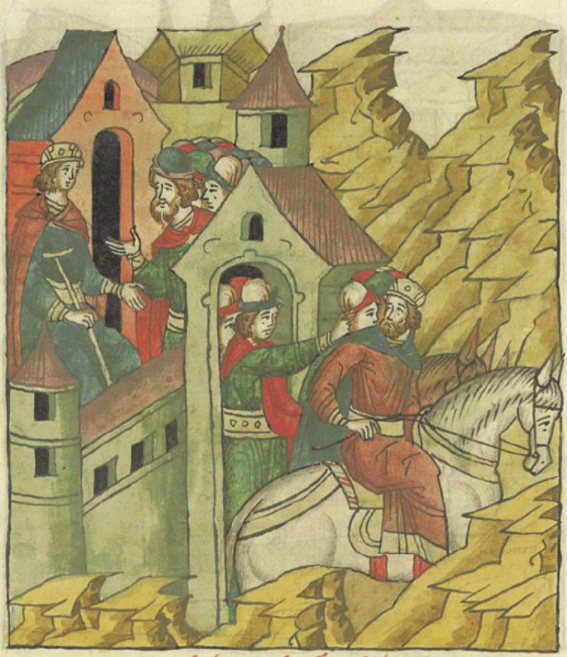
Галичане выгоняют Романа Игоревича и сажают на княжение Ростислава Рюриковича
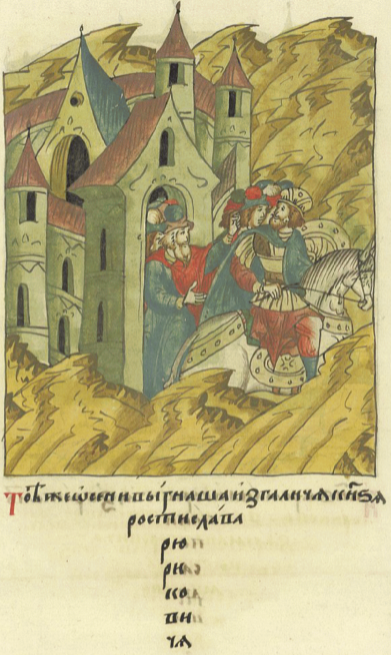
Галичане выгоняют Ростислава Рюриковича